# NGC 2521
NGC 2521 is een elliptisch sterrenstelsel in het sterrenbeeld Lynx. Het hemelobject werd op 9 februari 1831 ontdekt door de Britse astronoom John Herschel.

## Synoniemen
- UGC 4235
- MCG 10-12-77
- ZWG 287.42
- VV 632
- 7ZW 212
- PGC 22866